# 杨秉临
杨秉临，湖北汉阳（今湖北武汉）人，是一名清朝政治人物。举人出身。
杨秉临曾于1804年接替诸葛蓉任青浦县知县一职，1806年由武韵青接任。